# Anthurium saccardoi
Anthurium saccardoi är en kallaväxtart som beskrevs av Luis Aloysius, Luigi Sodiro. Anthurium saccardoi ingår i släktet Anthurium och familjen kallaväxter. Inga underarter finns listade.